# 517 г. пр.н.е.

## Събития

### В Азия

#### В Персийската империя
- Цар на Персийската (Ахеменидска) империя e Дарий I (522 – 486 г. пр.н.е.).[1]
- Дарий изпраща разузнавателна мисия по източната граница на царството, която вече се определя от река Инд. Сред доверениците му изпратени на изток е Скилак Кариандски.[2]
- Около тази година персийска експедиция, начело с Отан (Otanes) превзема остров Самос под претекст, че ще възстанови властта на Силосон, брат на Поликрат, но прогонен от него. Тиранът Маяндър (Maiandrios) е прогонен и отива в Спарта. Силосон е поставен да управлява като подчинен на Персия.[3]
- Лесбос и Хиос попадат под персийски контрол.[4]

### В Европа
- Хипий и Хипарх са тирани в Атина.[5]
- Спартанският цар Клеомен, подкрепен от ефорите, отказва да окаже помощ на Маяндър срещу персите.[6]